# Vila Kleopatra
Vila Kleopatra, původně vila Waldert, poté Cleopatra, se nachází v lázeňské části Karlových Varů ve čtvrti Westend v ulici Petra Velikého 990/14. Postavil si ji v roce 1897 podle projektu Alfreda Bayera stavitel Josef Waldert. Od doby svého vzniku byla spjata se sousedním hotelem Savoy Westend; stejný vlastník a stavebník, tentýž architekt i paralelní doba výstavby. I nyní je součástí hotelového resortu Savoy Westend. 

## Historie
Současně s přípravami výstavby sousedního objektu Savoy-Westend-Hotel vznikl v letech 1895–1896 projekt na vilu Waldert (č. p. 990), který vypracoval taktéž architekt Alfred Bayer. Stavitelem i stavebníkem zde byl, stejně jako u hotelu Savoy Westend, karlovarský městský stavitel Josef Waldert. Pravděpodobně hned na počátku výstavby, která probíhala v roce 1897, byl objekt přejmenován na vilu Cleopatra.

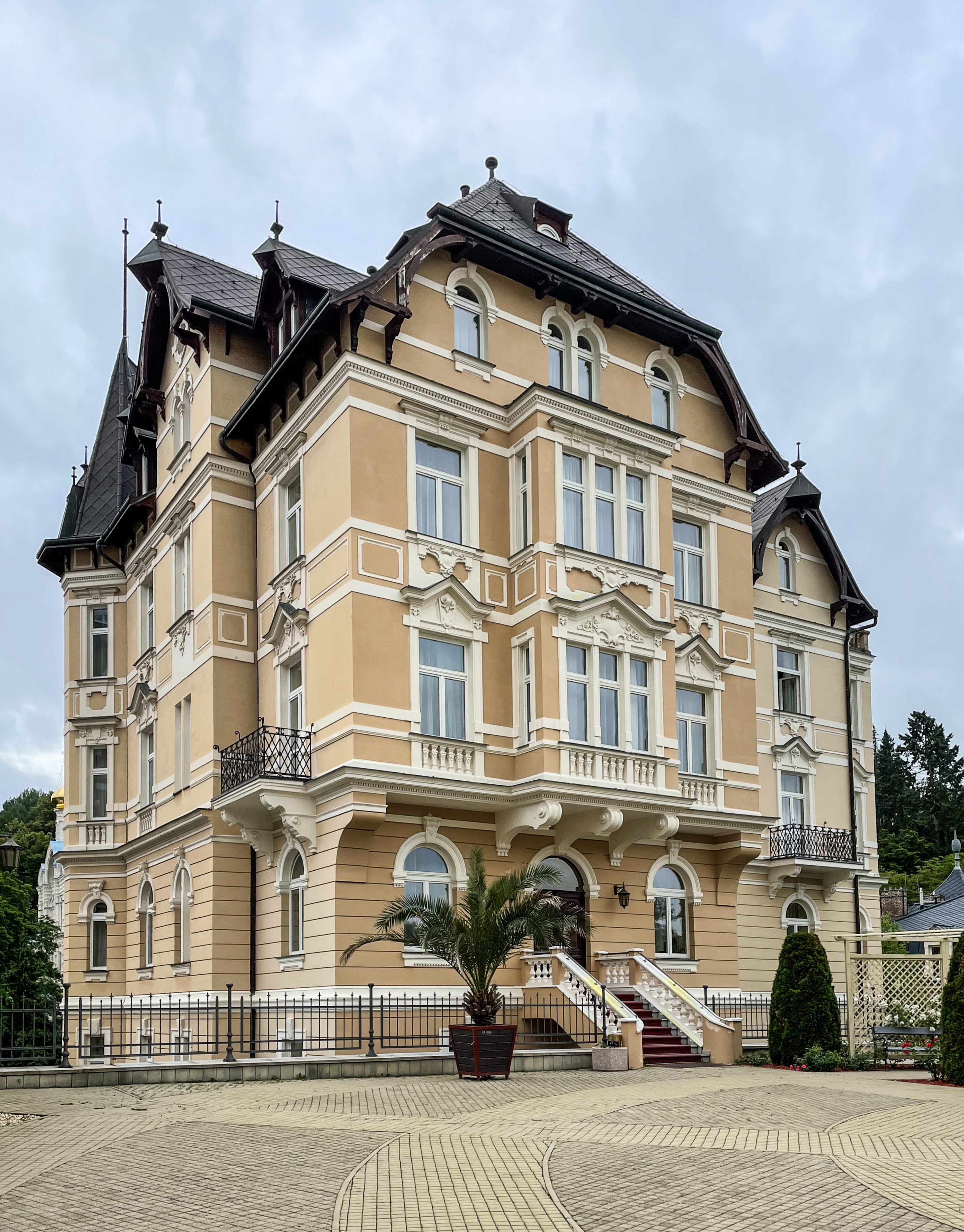
Vila Kleopatra, pohled od V

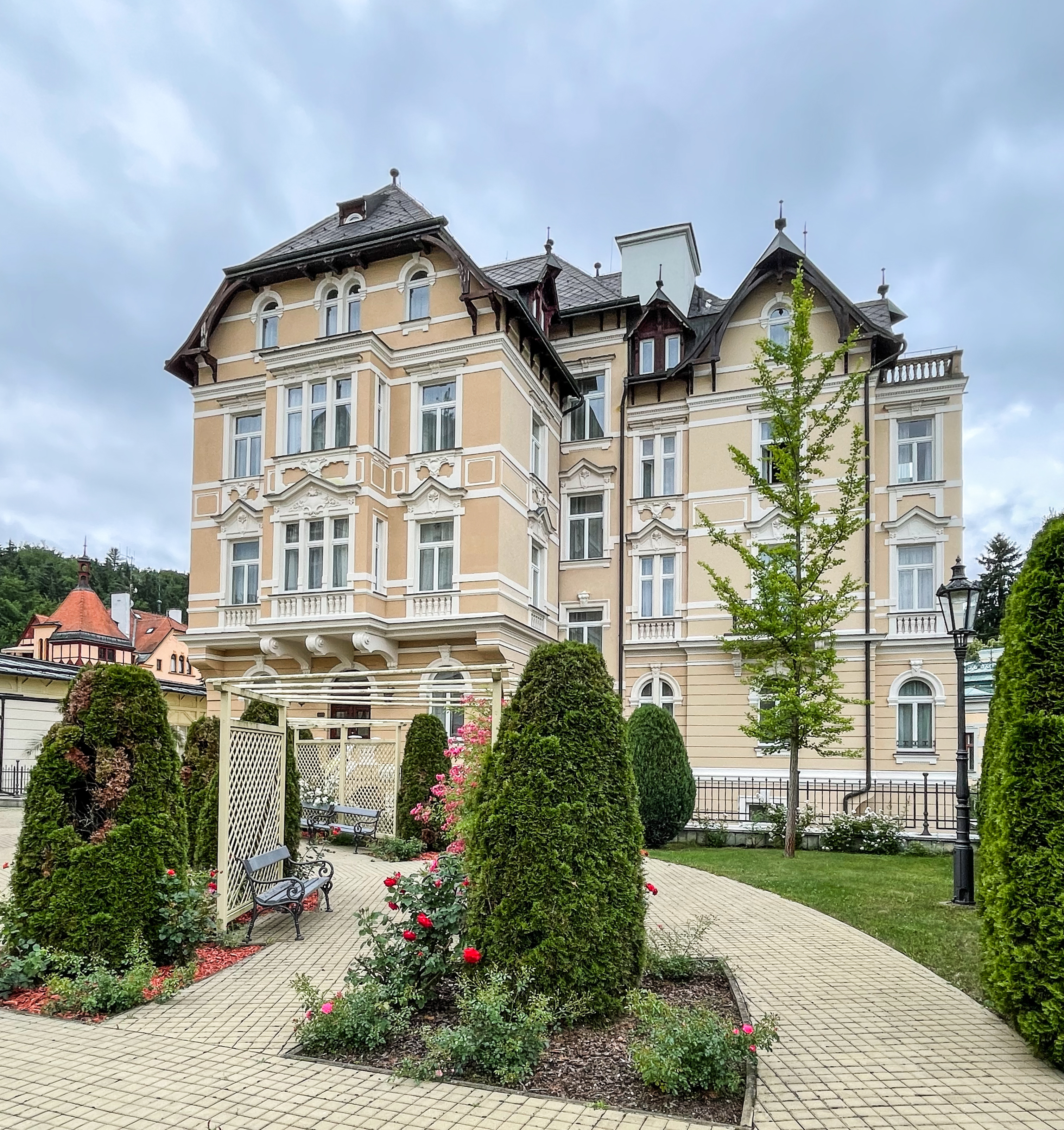
Vila Kleopatra, pohled od SV

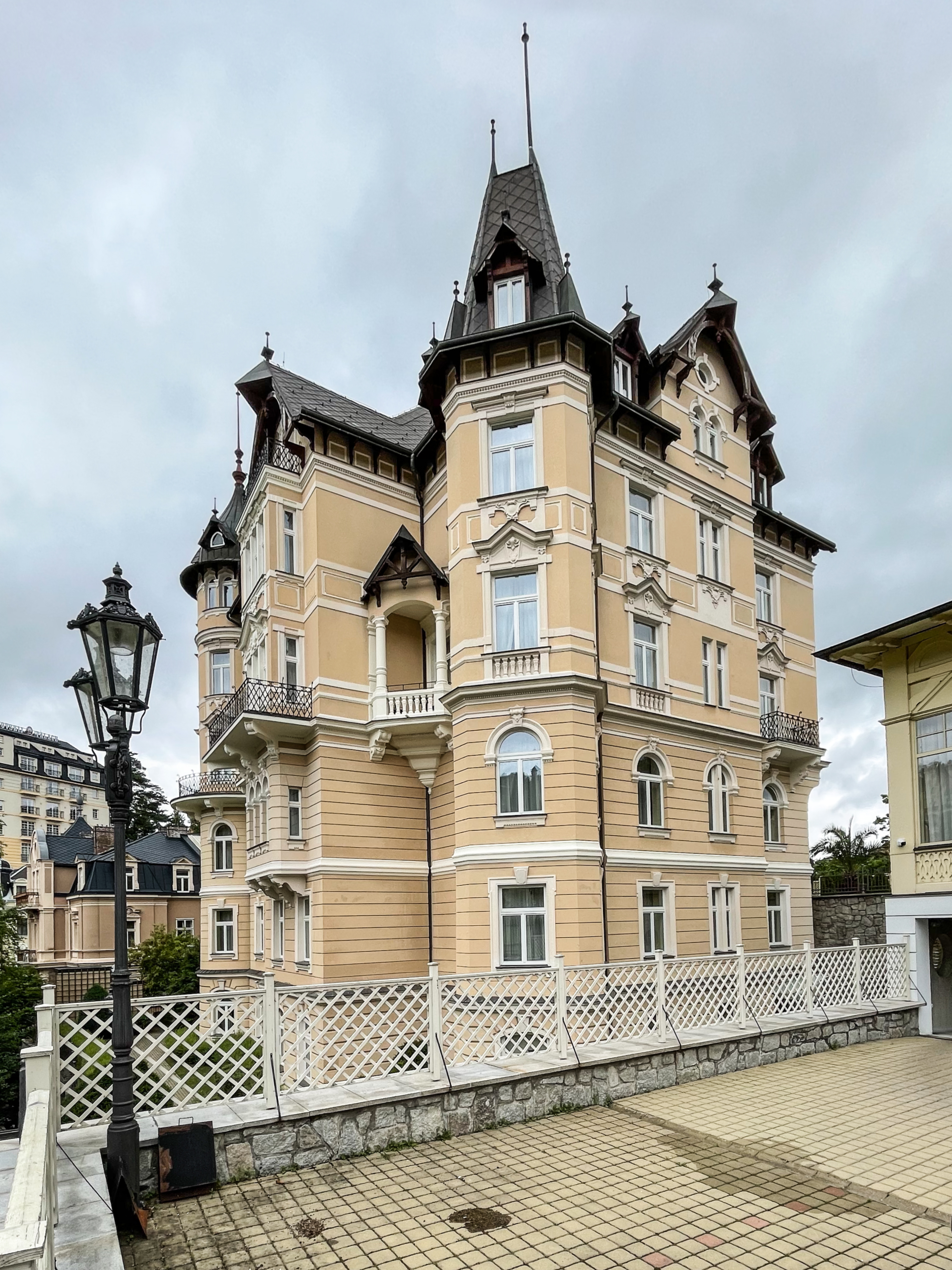
Vila Kleopatra, pohled od J

V roce 1935 byli jako majitelé vily zapsáni Josef Waldert jun., Klier, dr. Hans, Hubert, Helene, Alfred a Berta a Margaretta Kraus.
Po druhé světové válce byla vila znárodněna. V roce 1957 připadl hotel Savoy Westend, již pod novým jménem Lázeňský ústav Thomayer, podniku Československé státní lázně a vila, tehdy již psána Kleopatra, se stala jeho depandancí. Po sametové revoluci byl v roce 1999 Thomayer ve veřejné soutěži prodán společně se svými depandancemi – vilami Artemis, Carlton, Kleopatra a Rusalka. Přestavba změnila celý komplex lázeňských vil. Ten nový byl zprovozněn na začátku lázeňské sezony 2005 pod názvem Luxury Spa Hotel Savoy Westend.
V současnosti (únor 2021) je vila Kleopatra evidována jako objekt občanské vybavenosti v majetku společnosti Lunisoft, s. r. o.

## Popis
Vila se nachází ve čtvrti Westend v ulici Petra Velikého 990/14. Jedná se o třípodlažní objekt na nepravidelném půdorysu s obdobným architektonickým výrazem jako Savoy Westend.